# Pyocyanine
La pyocyanine (PYO) est une phénazine de couleur bleu-vert, produite spécifiquement par le bacille Gram négatif Pseudomonas aeruginosa qui est un pathogène humain opportuniste fréquemment rencontré dans les hôpitaux.